# Gamze Senol
Gamze Şenol (* 8. März 1993 in Speyer) ist eine deutsche Schauspielerin.

## Leben
Gamze Şenol absolvierte von 2013 bis 2015 ein Schauspielstudium am Deutschen Zentrum für Schauspiel und Film in Köln bei Arved Birnbaum. Vom 17. Oktober 2017 bis zum 16. Juli 2020 verkörperte sie die Hauptrolle der Shirin Akıncı in der RTL-Seifenoper Gute Zeiten, schlechte Zeiten.
Am 30. November 2020 verkörperte sie die Rolle der Syrerin Amira Khalaf in der Krimiserie SOKO München.

## Filmografie
- 2017–2020: Gute Zeiten, schlechte Zeiten (Fernsehserie, 6363–7051)
- 2020: SOKO München (Fernsehserie, Folge: Das dritte Auge)
- 2021: Nihat – Alles auf Anfang (Miniserie)
- 2023: SOKO Stuttgart (Fernsehserie, Folge: Ja, ich will)
- 2023: Schloss Einstein & Die Pfefferkörner – Auf Gangsterjagd
- 2024: In aller Freundschaft – Die jungen Ärzte (Fernsehserie, Folge: Selbstliebe)